# Chéri – Eine Komödie der Eitelkeiten
Chéri – Eine Komödie der Eitelkeiten (Originaltitel: Chéri) ist ein britisch-deutsch-französischer Spielfilm aus dem Jahr 2009. Der Film entstand nach dem Roman Chéri von Colette.

## Handlung
Der Film spielt in der Belle Époque in Frankreich. Die Kurtisanen Léa de Lonval und Madame Peloux sind in dieser Zeit zu unermesslichem Reichtum gelangt. Chéri ist der Sohn von Madame Peloux – ein schöner, 19-jähriger Mann. Umgeben von Luxus und nur wenig behütet von seiner Mutter, hat er früh das Nachtleben von Paris kennengelernt und ist nun der zahlreichen Affären müde. Die wesentlich ältere Léa nimmt sich seiner an. Sie ist seine mütterliche Freundin und Liebhaberin. Sechs Jahre bleiben sie zusammen, bis Madame Peloux die Heirat ihres Sohnes mit der reichen und jungen Kurtisanentochter Edmée einfädelt. Chéri fügt sich und verlässt Léa. Diese muss zu ihrem eigenen Erstaunen feststellen, dass sie sich in Chéri verliebt hat und unglücklich ist. Sie sucht Trost auf einer Reise nach Biarritz, bei der sie eine kurze Affäre mit einem jungen Mann hat, der jedoch kein Ersatz für Chéri ist. Doch sie spielt gegenüber Madame Peloux die stolze Verführerin und gibt ihren Liebeskummer nicht preis. Chéri ist von Edmée gelangweilt und eifersüchtig auf Léas neuen Liebhaber, von dem er durch Gerüchte erfahren hat. Er gibt sich wieder dem Pariser Nachtleben hin und zieht in ein Hotel. Léa erreicht in Biarritz die Nachricht, dass Chéri seine Frau verlassen hat, und sie kehrt nach Paris zurück. Als dieser davon hört, zieht er wieder bei seiner jungen Ehefrau ein, da er glaubt, nun eine Dreierbeziehung beginnen zu können. Er besucht Léa und suggeriert ihr, er sei endgültig zurückgekommen. Beide gestehen sich ihre Liebe, und Léa plant ihre gemeinsame Zukunft. Schließlich durchschaut sie ihn jedoch und macht ihm klar, dass er nur sie und nicht beide haben kann. Gleichzeitig muss Chéri aber feststellen, dass er sich von Léa emanzipiert hat und dass er ihre Bevormundung leid ist und auch ihr Alter; er verlässt sie ohne einen Blick zurück.
Die Erzählerin berichtet, dass Chéri viel später klar wird, dass Léa die einzige Frau ist, die er lieben kann. Aufgrund dieser Erkenntnis begeht er – aus dem Ersten Weltkrieg zurückgekehrt – Selbstmord.

## Hintergrund
Chéri – Eine Komödie der Eitelkeiten startete in den USA am 26. Juni 2009 und am 27. August 2009 in den deutschen Kinos. Die deutsche Premiere fand am 10. Februar 2009 im Rahmen der 59. Berlinale statt.

## Kritiken
„Bissige Dialoge, hinterhältige Floskeln, bösartige Komplimente, das sind so die Umgangsformen im Kreis der alternden Kurtisanen, die einander Gesellschaft leisten, weil die andere Gesellschaft mit ihnen, öffentlich zumindest, keinen Umgang pflegt – und das ist, neben den Kostümen und der prächtigen Ausstattung, die ganze harmlose Attraktion von „Chéri“.“

„Prächtig ausgestattet, elegant gefilmt und mit einer nach wie vor bezaubernden Michelle Pfeiffer und einem herrlich launischen Rupert Friend in den Hauptrollen bestens besetzt, besticht Chéri durch Dialogwitz, Eleganz und eine Leichtigkeit, die dem reichlich fließenden Champagner in diesem Film in nichts nachsteht.“

„Michelle Pfeiffer ist so großartig und schön und würdevoll, dass sie jeden hollywoodianischen Jugendwahn-Befürworter mühelos zum Schweigen bringen müsste – reifere Damen geben die besseren Geschichten ab und oft auch die besseren Bilder. Und Frears schwelgt in Kostümen und Kleidern, dass einem die Augen übergehen.“

„Chéri ist vor allem eins: elegant. Das betrifft die Dekors und die Kostüme genauso wie die Erzählhaltung. Schon im Vorspann fasst ein Sprecher mit süffisantem Tonfall die historischen Höhepunkte des Kurtisanentums zusammen und lässt dabei eine rhetorische Treffsicherheit zutage treten, die sich später in den Dialogen fortsetzt.“

## Synchronisation
| Rolle            | Schauspieler      | Deutscher Sprecher       |
| ---------------- | ----------------- | ------------------------ |
| Chéri            | Rupert Friend     | Tobias Nath              |
| Lea de Lonval    | Michelle Pfeiffer | Katja Nottke             |
| Edmée            | Felicity Jones    | Jill Böttcher            |
| Rose             | Frances Tomelty   | Sonja Deutsch            |
| Erzähler         | Stephen Frears    | Peter Fricke Judy Winter |
| La Loupiote      | Harriet Walter    | Marianne Lutz            |
| Marie Laure      | Iben Hjejle       | Katrin Zimmermann        |
| Viscomte Desmond | Tom Burke         | Sebastian Schulz         |
| Madame Roland    | Natasha Cashman   | Ana Fonell               |
| Madame Aldonza   | Nichola McAuliffe | Heidrun Bartholomäus     |
| Marcel           | Joe Sheridan      | Axel Lutter              |
| La Copine        | Anita Pallenberg  | Katarina Tomaschewsky    |
| Baronne          | Bette Bourne      | Reinhard Kuhnert         |

Dialogbuch und -regie: Dr. Beate Klöckner

Deutscher Verleih: Prokino Filmverleih GmbH

Synchronproduktion: Christa Kistner Synchronproduktion GmbH